# Richard Schuil
Richard Schuil (Leeuwarden, 2 maggio 1973) è un ex pallavolista e giocatore di beach volley olandese, campione olimpico con la nazionale oranje di pallavolo ad Atlanta 1996.

## Biografia
Iniziò la sua carriera come pallavolista e dal 1997 al 2006, tranne una breve parentesi di una stagione, giocò nella Serie A1 italiana, con sei differenti club.
Con la nazionale dei Paesi Bassi ha giocato per diversi anni, conquistando l'oro olimpico ad Atlanta 1996, oltre alla World league di Rotterdam dello stesso anno e il titolo europeo nell'edizione di casa del 1997.
Ha inoltre partecipato ad altre due edizioni dei Giochi olimpici: a Sydney 2000 e ad Atene 2004 in cui si è piazzato rispettivamente al 5º e 9º posto.
Nel 2006 decise di dedicarsi al beach volley concludendo quindi la sua carriera di pallavolista.
Ha debuttato nel circuito professionistico internazionale il 7 giugno 2006 a Roseto degli Abruzzi, in Italia, in coppia con Reinder Nummerdor piazzandosi in 33ª posizione. Il 12 maggio 2007 ha ottenuto la sua prima vittoria nel World tour a Manama, in Bahrain, sempre insieme a Reinder Nummerdor. Nel massimo circuito FIVB ha trionfato per nove volte e sempre con Nummerdor.
Ha preso parte a due edizioni dei Giochi olimpici: a Pechino 2008, dove si è classificato al quinto posto, e a Londra 2012, in cui ha raggiunto la quarta posizione, entrambe le volte in coppia con Reinder Nummerdor.
Ha preso parte altresì a quattro edizioni dei campionati mondiali e in tutte le occasioni si è piazzato al diciassettesimo posto: sia a Gstaad 2007, sia a Stavanger 2009, sia a Roma 2011 e sia a Stare Jabłonki 2013, sempre in coppia con Reinder Nummerdor.
Ha vinto tre medaglie d'oro ai campionati europei, arrivando primo a Sochi 2008, a Sochi 2009 e a Berlino 2010; ha inoltre conquistato l'argento a Valencia 2007 e il bronzo a Kristiansand 2011, in tutte le occasioni sempre insieme a Reinder Nummerdor.

## Palmarès

### Nazionale (competizioni minori)
- European League 2004

### Beach volley

#### Campionati europei
- 3 ori: a Sochi 2008, a Sochi 2009 ed a Berlino 2010
- 1 argento: a Valencia 2007
- 1 bronzo: a Kristiansand 2011

#### World tour
- 16 podi: 9 primi posti, 5 secondi posti e 2 terzi posti

##### World tour - vittorie
| Data            | Località   | Nazione             | in coppia con     |
| --------------- | ---------- | ------------------- | ----------------- |
| 12 maggio 2007  | Manama     | Bahrein             | Reinder Nummerdor |
| 25 maggio 2008  | Zagabria   | Croazia             | Reinder Nummerdor |
| 11 ottobre 2008 | Dubai      | Emirati Arabi Uniti | Reinder Nummerdor |
| 23 agosto 2009  | Åland      | Finlandia           | Reinder Nummerdor |
| 30 agosto 2009  | L'Aia      | Paesi Bassi         | Reinder Nummerdor |
| 31 ottobre 2009 | Sanya      | Cina                | Reinder Nummerdor |
| 9 ottobre 2011  | Agadir     | Marocco             | Reinder Nummerdor |
| 13 maggio 2012  | Pechino    | Cina                | Reinder Nummerdor |
| 22 luglio 2012  | Klagenfurt | Austria             | Reinder Nummerdor |

##### World tour - trofei individuali
- 1 volta miglior giocatore dell'anno (MOP): nel 2009